# Erik Lindvall
Erik Lindvall (Malmö, 8 maart 1895 - Ystad, 5 juni 1973) was een Zweeds atleet. Hij nam deel aan de Olympische Zomerspelen van 1920 in Antwerpen.

## Belangrijkste resultaten

### Olympische Zomerspelen
| Jaar | Plaats    | Discipline | Onderdeel | Resultaat                  |
| ---- | --------- | ---------- | --------- | -------------------------- |
| 1920 | Antwerpen | Atletiek   | 100 m (m) | eerste ronde: 3e (reeks 2) |

### Persoonlijke records
| Onderdeel | Tijd    | Jaar |
| --------- | ------- | ---- |
| 100 m     | 10,8 s. | 1921 |